# Alison Todd
La profesora Alison Todd FTSE es titular de 18 patentes (Julio 2019), una de las cofundadoras y directora científica de la empresa SpeeDx.  La empresa manufactura y vende pruebas para detectar patógenos infecciosos e identificar su resistencia a los antibióticos. La empresa biomédica, cofundada por Alison Todd, se dedica a desarrollar herramientas de diagnóstico. Alison Todd tutela a científicos y a emprendedores más jóvenes que ella, además de abogar por una mayor diversidad de género en los líderes en STEM.  "Casi el 60% de los graduados en ciencias médicas y salud son mujeres, pero ocupamos tan sólo un 20% de los puestos de liderazgo superior en este campo". 

## Carrera
Alison Todd es la directora científica de la empresa SpeeDx, una empresa de diagnóstico molecular que fue fundada por ella y Elisa Mokany. Alison y Elisa tienen entre ellas dos un total de 18 familias de patentes. Han traído 11 pruebas de diagnóstico médico para el manejo de la enfermedad clínica. 
Alison Todd se dedicó a desarrollar distintas tecnologías analíticas moleculares novedosas que se han estado utilizando para la investigación básica, el desarrollo de fármacos preclínicos/clínicos y el diagnóstico in vitro. Su pericia incluye la química de los ácidos nucleicos, en particular dirigido hacia las tecnologías de amplificación de objetivos y de ADN catalítico, y la biología del cáncer y enfermedades virales. Antes de fundar SpeeDx, Todd fue directora senior de investigación en Johnson and Johnson Research Pty Limited, en Sídney.[cita requerida]
Todd describe el trabajo que ha realizado: "Estamos orgullosas de lo que hemos creado porque creemos que estamos haciendo una contribución positiva al bienestar de todos los pacientes alrededor del mundo. Como la veterana de la pareja, voy a tomarme la libertad de tener la última palabra y resumir nuestra relación como un claro caso de "dos cabezas piensan mejor que una" ". 
Todd describe su "momento Eureka" de la siguiente manera: "Todo comenzó cuando Elisa se unió a mi equipo en Johnson & Johnson Research (JJR), estábamos en proceso de explorar formas de exprimir las ADNzimas (desoxirribozimas) para aplicaciones de diagnóstico. Estas fascinantes moléculas son simples, cortas y sintéticas secuencias de ADN ( oligonucleótidos ) que pueden catalizar reacciones de una forma análoga a las enzimas proteicas. A pesar de que se había encontrado dentro de la naturaleza ARN catalítico ( ribozimas ), el ADN catalítico no había sido encontrado y se había asumido que el ADN no tendría propiedades parecidas. Sin embargo años antes, sin dejarse intimidar por el dogma, Jerry Joyce y sus compañeros de trabajo en Scripps habían llevado a cabo la 'evolución en un tubo de ensayo' ". 

## Selección de publicaciones
- Santoro, S. y Joyce, G. (1997) Una enzima SNA de escisión de ARN de propósito general. Proc. Nacional. Acad. ciencia . Estados Unidos 94, 4262-4266. [7]
- Todd, AV y col. (2000) DzyNA-PCR: uso de ADNzimas para detectar y cuantificar secuencias de ácidos nucleicos en un formato fluorescente en tiempo real Clin. química . 46, 625-630. [8]
- Mokany, E., et al. (2010) MNAzymes, una nueva clase versátil de enzimas de ácidos nucleicos que pueden funcionar como biosensores e interruptores moleculares J. Am. Química. Soc. 132, 1051-1059. [9]
- Mokany, E., et al. (2013) MNAzyme qPCR con capacidad de multiplexación superior Clin. Química. 59, 419-426. [10]

Las publicaciones de Alison pueden ser encontradas en (Google Scholar). 

## Premios y reconocimientos
- Alison Todd recibió el premio Johnson & Johnson Philip B. Hofmann Research Scientist, un premio internacional que reconoce logros sobresalientes en investigación y desarrollo. [12]
- Todd fue seleccionada como una de los seis Boss True Leaders Game Changers debido a su investigación sobre la lucha contra las superbacterias. [5]
- En 2019, Alison fue elegida miembro de la Academia Australiana de Ciencias Tecnológicas e Ingeniería (FTSE). [13]

## Medios de comunicación
2017: Se hizo referencia al trabajo de Alison enThe Australian Financial Review, donde se le describió como una "luchadora de primera línea en la guerra contra las superbacterias".
2017: En un artículo de Australian Biochemist se describe en detalle técnico la complejidad pero elegante simplicidad con la que la compañía de Alison utiliza la tecnología para experimentar enfermedades infecciosas. 
2017 — En el El Sydney Morning Herald se describió la creación de la empresa de Alison Todd, así como su preocupación por la vaga representación de las mujeres en categorías STEMM y las prácticas de contratación y tutoría reflejadas en su empresa. 